# Axel Hannemann
Axel Hannemann (* 27. April 1945 in Buchhain; † 5. Juni 1962 in Berlin) war ein Todesopfer an der Berliner Mauer. Er wurde bei der Flucht in der Spree nahe dem Reichstagufer erschossen.

## Leben

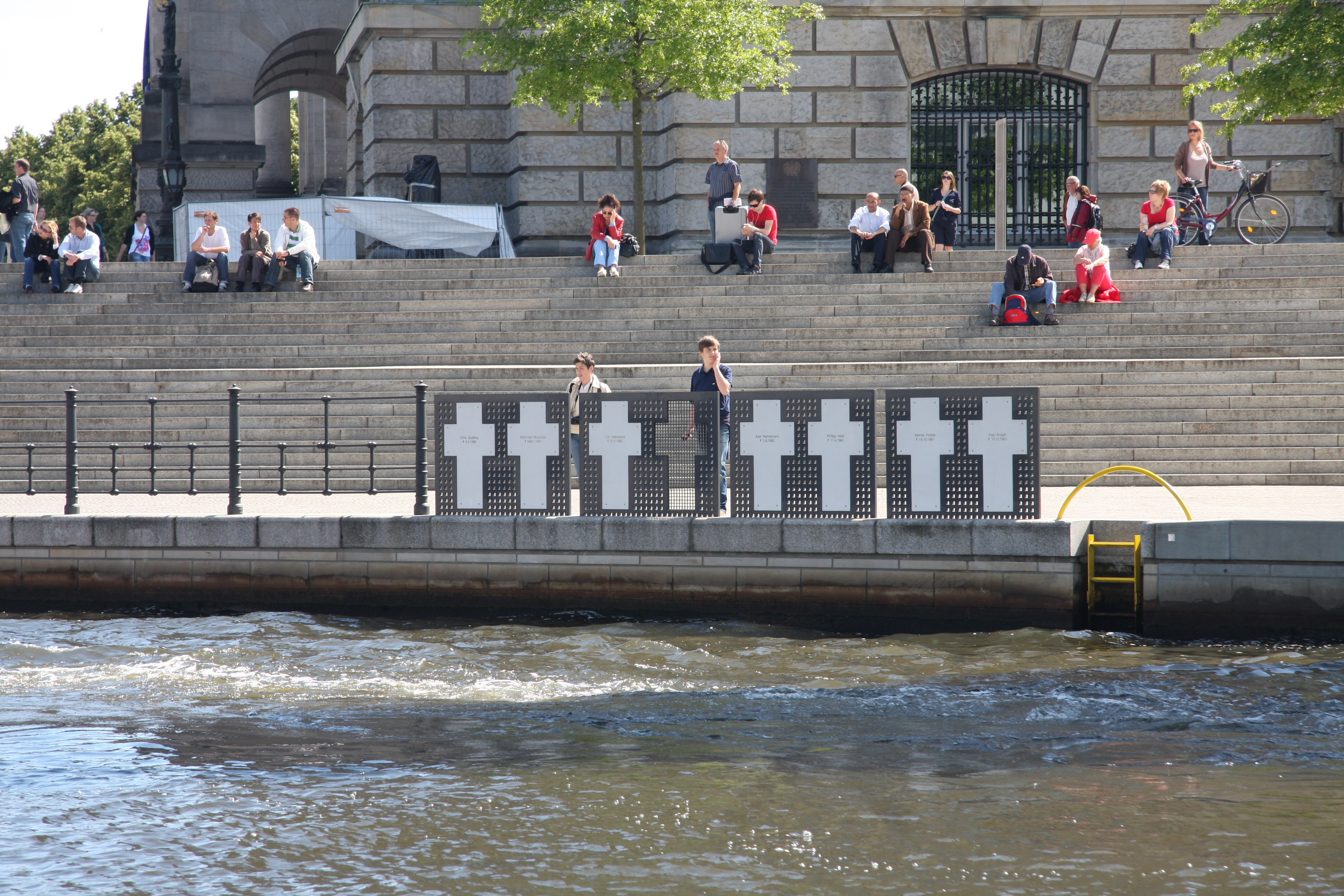
Die Uferseite der Gedenkstätte Weiße Kreuze. Axel Hannemann ist das vierte Kreuz von rechts gewidmet

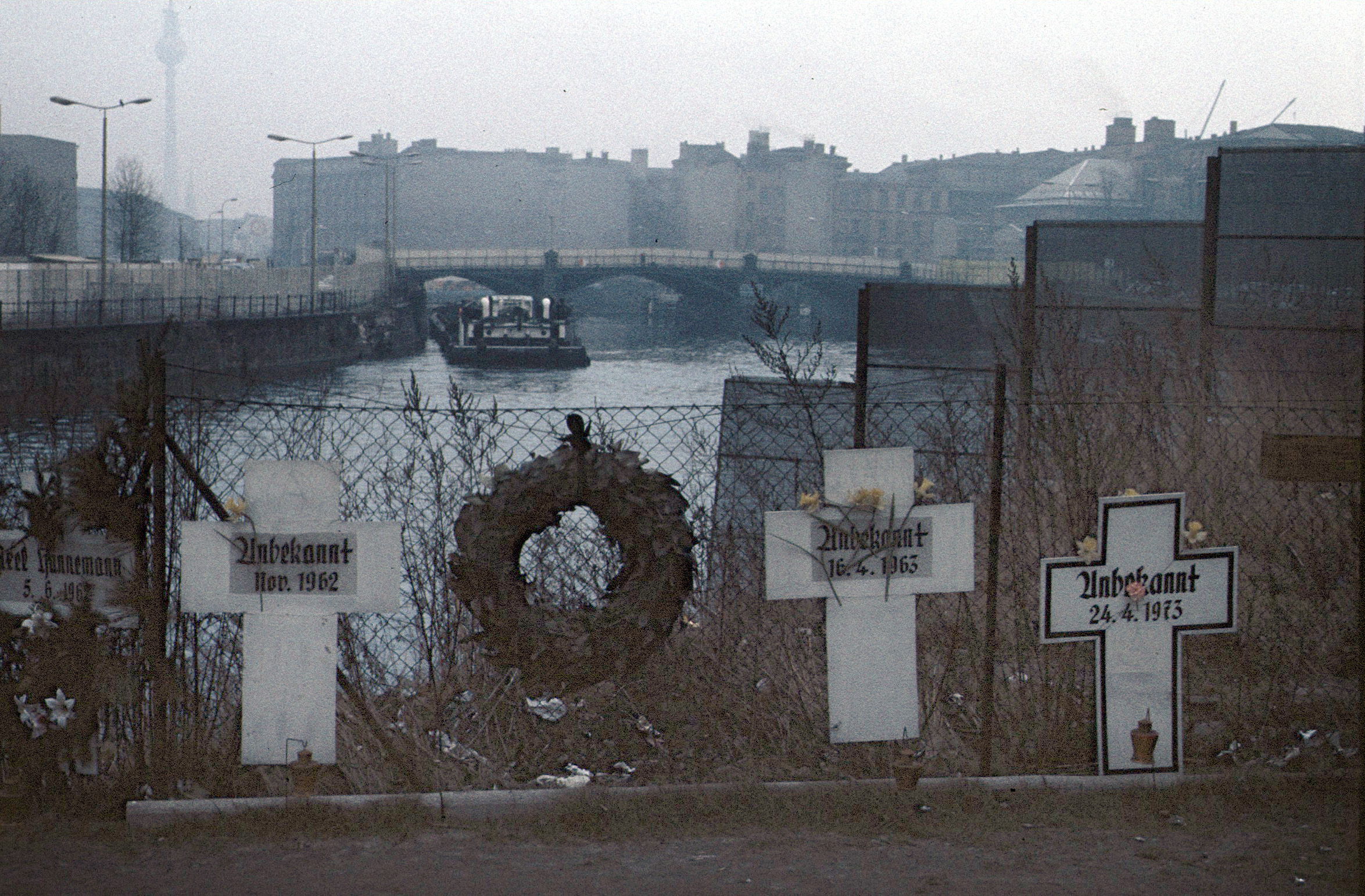
Am linken Bildrand das Kreuz für Axel Hannemann im Januar 1974

Am 5. Juni 1962 reiste der in Cottbus lebende Hannemann mit dem Zug nach Berlin. Er ging zur Marschallbrücke, dort kontrollierte der DDR-Zoll diejenigen Schiffe, die über West-Berlin in die DDR weiterfuhren. Von der Brücke sprang er gegen 17.15 Uhr auf ein vorbeifahrendes Schiff, das die Kontrolle schon hinter sich hatte. Der Schiffsführer bemerkte ihn, unterbrach seine Fahrt und rief den Zoll. Axel Hannemann begann eine körperliche Auseinandersetzung mit dem Schiffsführer, befreite sich und sprang in die Spree, um nach West-Berlin zu schwimmen. Zwei Angehörige der Grenztruppen der DDR eröffneten das Feuer auf ihn. Von einem Durchschuss des Kopfs tödlich getroffen, ging er unter.
Der Fluchtversuch fand unmittelbar hinter dem Reichstagsgebäude statt und erregte die Aufmerksamkeit von West-Berliner Polizei und Presse, die Fotos von der Bergung des Leichnams durch die Ost-Berliner Feuerwehr machte. In den westlichen Zeitungen wurde am nächsten Tag über einen „Flüchtlings-Mord am Reichstag“ berichtet. In der DDR gab der Innenminister Karl Maron eine Pressemitteilung heraus, Axel Hannemann wurde darin als „Verbrecher“ bezeichnet, der nach seinem Versuch, die Berliner Mauer zu überwinden, an seinen Verletzungen starb. Die West-Berliner Staatsanwaltschaft leitete Ermittlungen gegen die Schützen ein. Nach der Wiedervereinigung wurde einer der Soldaten zu einer Haftstrafe von zwei Jahren auf Bewährung verurteilt. Sein Vorgesetzter, dem die tödlichen Schüsse zuzuordnen waren, war schon verstorben.
Seine Angehörigen wussten weder von seinen Plänen noch von seinen Motiven, die er auch in seinem Abschiedsbrief nicht offenbarte.
Ein zur Spree gerichtetes Kreuz der Gedenkstätte Weiße Kreuze am Reichstagufer erinnert an Axel Hannemann.